# Tossal del Pou
El Tossal del Pou és una muntanya de 1.505 metres que es troba al municipi de Baix Pallars, a la comarca del Pallars Sobirà.